# Adolphe Rouleau
Adolphe Rouleau (Lilla, 6 settembre 1867 – La Ferté-Bernard, 25 luglio 1937) è stato uno schermidore francese.
Partecipò ai Giochi della II Olimpiade di Parigi nella gara di fioretto per maestri, dove giunse all'ottavo posto.